# 二条斉通
二条 斉通（にじょう なりみち）は、江戸時代中期の公卿。左大臣・二条治孝の長男。官位は従二位・内大臣。二条家24代当主。号は恭徳院。

## 経歴
天明元年（1781年）に二条治孝の子として京に誕生。11代将軍・徳川家斉から偏諱を受ける。
寛政3年（1791年）2月22日、叙従三位。寛政9年3月27日（1797年4月23日）左近衛大将・内大臣となる。
寛政10年1月26日（1798年3月13日）左近衛大将を辞す。同年5月21日、薨去。実弟・斉信が跡を継いだ。